# Elinor Wonders Why
Elinor Wonders Why è una serie televisiva animata a carattere educativo, creata dall'animatore Jorge Cham e Daniel Whiteson e coprodotta da Pipeline Studios di Shoe Ink per PBS Kids.

## Trama
Lo spettacolo a tema esplorativo incoraggia i bambini a seguire la loro curiosità, fare domande quando non capiscono e trovare risposte utilizzando le capacità di indagine scientifica. Il personaggio principale Elinor, il coniglietto più attento e curioso di Animal Town appena a nord di Natural Forest, CA, introduce i bambini dai 3 ai 5 anni alla scienza, alla natura e alla comunità attraverso avventure con i suoi amici Olive e Ari. Ogni episodio include due storie animate di 11 minuti più contenuti interstiziali in cui Elinor e i suoi compagni di classe si godono il Señor Tapir che canta di famosi esploratori della natura o la signora Mole che legge storie.